# Joseph Engelberger
Joseph Frederick Engelberger (Nueva York, 26 de julio de 1925-Newtown, 1 de diciembre de 2015) fue un físico, ingeniero y emprendedor estadounidense. 
Conocido como el "Padre de la Robótica Industrial". Con la autorización de la patente concedida al inventor George Devol, Engelberger desarrolló el primer robot industrial en los Estados Unidos, el Unimate, en la década de 1950. Luego trabajó como emprendedor y gran defensor de la tecnología robótica, además de en fábricas, en diversos campos, incluyendo las industrias de servicios, el cuidado de la salud, y la exploración espacial.

## Biografía
En 1956, Engelberger fundó Unimation Inc., que fue la primera empresa del mundo en desarrollar robótica. Dos años antes Devol ya se había asegurado las patentes sobre la tecnología robótica. El primer robot industrial se instaló en General Motors, en la Planta piloto Inland Fisher en Ewing (Nueva Jersey) en 1961. Durante las siguientes dos décadas, los japoneses tomaron la iniciativa con una fuerte inversión en robots para reemplazar a las personas que realizaban ciertas tareas. En Japón, Engelberger es ampliamente considerado como una pieza clave en el ascenso de la posguerra gracias a la calidad de fabricación japonesa y su eficiencia [cita requerida].
La Robotics Industries Association entrega anualmente el José F. Adjudicación Engelberger a "las personas que han contribuido notablemente a la promoción de la ciencia y la práctica de la robótica". El 2000 el Congreso Mundial de la automatización se dedicó a Engelberger, quien pronunció el discurso principal.
Ha sido uno de los primeros defensores de una mayor inversión en sistemas robóticos, Engelberger ha publicado artículos y dio testimonio ante el Congreso sobre el valor de uso de la automatización en el espacio, mucho antes de los éxitos de la NASA y los aterrizajes en Marte de Galileo y otras misiones científicas espaciales tripuladas.
En 1980 Engelberger publica el libro Robótica en la práctica  (ISBN 9780814475874), que ha sido traducido a seis idiomas. Posteriormente le siguió Robóticos en servicio (ISBN 9780262050425) en 1989.